# Щепащенко, Геннадий Леонтьевич
Генна́дий Лео́нтьевич Щепа́щенко (11 марта 1938 — 26 августа 1995) — русский почвовед и лесовод.
Изучал эрозию почв в Белгородской области России (1965—1972) и в Республике Куба (1981—1989). Создал и обосновал систему применения средств химии (удобрений, гербицидов , арборицидов) в лесном хозяйстве (1972—1981). Является автором учебника «Почвоведение с основами земледелия» для лесных техникумов.
Полевыми экспедициями под его научным руководством и непосредственном участии была охвачена вся территория Республики Куба. Проведена инвентаризация почв и подготовлено описание единой национальной классификации почв.
Им были раскрыты механизмы ливневой эрозии почв во влажных тропиках и показана ведущая роль капельной эрозии. Впервые составлены карты потенциальной эрозионной опасности почв Кубы в масштабе 1:500 000 и 1:250 000. Разработана система противоэрозионных мероприятий, позволяющая развивать сельское хозяйство при сохранении плодородия почв.
Был командирован в Республику Гвинея в 1985 году для экспертизы противоэрозионного земледелия. Принимал участие в Международном конгрессе почвоведов стран Латинской Америки в Мексике в 1989 году.
Читал курс лекций в Барселонском университете в 1991 году о механизмах ливневой эрозии в тропиках и мерах борьбы с ней.

## Биография
1965 — окончил Лесотехническую академию им. С. М. Кирова.
1965—1971 — заведующий почвенно-химической лабораторией Белгородского управления лесного хозяйства.
1969—1972 — аспирант Московского лесотехнического института.
1972—1978 — старший инженер, главный инженер, затем заведующий Центральной почвенно-химической лаборатории Минлесхоза РСФСР.
1978—1995 — старший научный сотрудник отдела тропических и субтропических почв Почвенного института им. В. В. Докучаева.
1993—1995 — профессор кафедры почвоведения Московского государственного университета леса.

## Жизненный путь
Был целеустремлён, настойчив и успешен в большинстве своих начинаний. После окончания школы — напряжённая работа в Совхозе и заслуженный результат — медаль за освоение целины. Затем трёхгодичная служба в десантных войсках и, как признание успехов, принятие в члены партии. Учёба в ВУЗе сочетается с продолжительными полевыми работами, в частности в Прибалтике и на Сахалине. Затем пять лет работы по распределению в Белгородской области. Создана и организована работа лесной почвенно-химической лаборатории в масштабах области, собран материал для кандидатской диссертации, родились два сына. Нелёгкий выбор между партийной и научной карьерой был сделан в пользу науки, защищена кандидатская диссертация, направлен на работу в Центральную лесную почвенно-химическую лабораторию (Пушкино, Московской области). Далее была успешная карьера от инженера до руководителя организации, поездки по всей стране, организация почвенно-химической службы, внедрение средств химии в лесном хозяйстве, чтение лекций на курсах повышения квалификации. Когда работа была налажена, и места для творчества осталось не много, переходит на работу в тропический отдел Почвенного института им. В. В. Докучаева. Через несколько лет, проявив свои способности, направлен на работу в Республику Куба. Здесь в короткий срок выучил новый для себя испанский язык, организовал исследования по защите почв от эрозии — одной из основных проблем сельского хозяйства страны. По существующей тогда этике, вклад российских специалистов старались не афишировать, поэтому часто его имя оказывалось на последних местах в списке авторов. Однако проделана огромная работа, исследованы эрозионные процессы, разработана противоэрозионная технология. Защищена докторская диссертации, подготовлены местные специалисты. Затем перестройка и снова надо начинать сначала, потому как положение доктора наук, старшего научного сотрудника и профессора не достаточно для выживания в новой обстановке. Созданное им малое предприятие занимается научно-практической деятельностью: почвенно-агрономические исследования по заказу сельскохозяйственных предприятий, почвенно-экологические — для ОАО «Сургутнефтегаз», издательская деятельность. Неизлечимая болезнь остановила его на этом пути. Похоронен 56°01′39″ с. ш. 37°52′29″ в. д.

## Научные труды
Автор более 100 научных и учебно-методических работ, среди которых
- Щепащенко Г. Л. Производительность насаждений на эродированных почвах Белгородской области. Автореф. ... канд. с.х. наук. — М.: МЛТИ, 1972. — С. 22.

- Щепащенко Г. Л. Применение средств химии в лесном хозяйстве. — М.: Минлесхоз РСФСР, 1978. — С. 47.

- Riverol M., Shepashenko G., Calzada N., de la Rosa S. Mapa de erosion potencial de los suelos de Cuba a escala 1:500 000. — Ciudad de La Habana (Cuba): Academia de Ciencias de Cuba, Inst. de Suelos, 1983.

- Riverol M., Soca M., Shepashenko G., Fables J. M. Primera reunion nacional de classificacion de suelos. — Ciudad de La Habana (Cuba): Academia de Ciencias de Cuba, Inst. de Suelos, 1984а.

- Riverol M., Shepashenko G., Calzada N., de la Rosa S. Mapa de erosion potencial de los suelos de Cuba a escala 1:250 000. — Ciudad de La Habana (Cuba): Academia de Ciencias de Cuba, Inst. de Suelos, 1984б.

- Shepashenko G., Riverol M., Calzada N. Erosión hídrica y los métodos para combatirlas en los países en vías de desarrollo con clima tropical y subtropical. — Ciudad de La Habana, 1984c. — С. 40. Архивировано 26 августа 2014 года.

- Shchepashchenko G. L., Riverol M. and Calsa N. Some patterns of soil erosion in Cuba // Soviet Soil Science. — 1988. — № 2. — С. 75-81.

- Shepashenko, G., Riverol, M.; Castro, N.; Calzada, N. The detachment of the particles of the soil with raindrops // Ciencia y Tecnica en la Agricultura. Suelos y Agroquimica. — 1988. — Т. 11, № 1. — С. 31-39.

- Щепащенко Г. Л. Эрозионноопасные земли Кубы, их охрана и защита. — М.: Рукопись деп. во ВНИИТЭИагропром 1988.10.31, 1988. — С. 115.

- Щепащенко Г. Л. Эрозия почв и методы борьбы с ней на Кубе. Автореф. ... док. с.х. наук. — М.: Почвенный ин-т им. В.В. Докучаева, 1990а. — С. 37.

- Щепащенко Г. Л., Рожков В. А., Ривероль М. Р., Щепащенко Д. Г. Методические рекомендации по оценке эрозионной опасности земель и разработке системы почвозащитных мероприятий в условиях переменно-влажных тропиков (на при мере республики Куба). — М.: ВАСХНИЛ, Почвенный ин-т им. В.В. Докучаева, 1990б. — С. 60.

- Щепащенко Г. Л. Ливневая эрозия почв и методы борьбы с ней. — М.: Почвенный ин-т им. В.В. Докучаева, 1991. — С. 178.

- Щепащенко Г. Л., Хазова Е. Г., Баркова Л. И., Седова В. В. Почвоведение с основами земледелия. Учебник для сред. проф. учеб. заведений по спец. 31.01 "Лесное хоз-во". — М.: Почвенный ин-т им. В.В. Докучаева, 1993. — С. 258. — ISBN 5-86921-002-X.

## Награды
- Медаль «За освоение целинных земель» (1957).
- Звание «Ударник коммунистического труда» (1982)